# Tour de Vendée 2017
Le Tour de Vendée 2017 est la 46e édition de cette course cycliste masculine sur route. Il a eu lieu le 1er octobre 2017 dans le département de Vendée, en France. Il fait partie du calendrier UCI Europe Tour 2017 en catégorie 1.1 et est la quinzième et dernière épreuve de la Coupe de France de cyclisme sur route 2017. Il est remporté en solitaire par le coureur français Christophe Laporte, de l'équipe Cofidis. Justin Jules (WB-Veranclassic-Aqua Protect) et Fabian Lienhard (Vorarlberg) prennent les deuxième et troisième places.

## Présentation

### Parcours
Le départ du Tour de Vendée est donné pour la première fois à La Chaize-le-Vicomte. La course parcourt ensuite « tout le nord de la Vendée pour aller chercher les routes plus vallonnées du département », selon le directeur de l'organisation Bernard Martineau, et passe par Saint-Michel-Mont-Mercure, Les Épesses, Saint-Hilaire-de-Mortagne, Mortagne-sur-Sèvre, La Gaubretière, Chavagnes-en-Palliers et La Ferrière. L'arrivée est jugée à La Roche-sur-Yon,.

### Équipes
Classé en catégorie 1.1 de l'UCI Europe Tour, le Tour de Vendée est par conséquent ouvert aux UCI WorldTeams dans la limite de 50 % des équipes participantes, aux équipes continentales professionnelles, aux équipes continentales et aux équipes nationales.
| WorldTeams (2)- AG2R La Mondiale - FDJ Équipes continentales professionnelles (6)- Cofidis, Solutions Crédits - Delko Marseille Provence KTM - Direct Énergie - WB-Veranclassic-Aqua Protect - Fortuneo-Oscaro - Caja Rural-Seguros RGA Équipes continentales (7)- Vorarlberg - HP BTP-Auber 93 - Euskadi Basque Country-Murias - Differdange-Losch - Roubaix Lille Métropole - Armée de terre - Massi-Kuwait Project |
| |

## Déroulement de la course
Échappé en fin de course, Nacer Bouhanni (Cofidis) est rattrapé et voit son coéquipier Christophe Laporte l'imiter à trois kilomètres de l'arrivée. Celui-ci parvient à prendre une avance suffisante et à résister au peloton. Il franchit la ligne d'arrivée seule, suivi de 20 secondes par le peloton. Justin Jules prend la deuxième place devant Fabian Lienhard,.

## Classement final
| Classement | Classement         | Classement | Classement                   | Classement         |
|            | Coureur            | Pays       | Équipe                       | Temps              |
| ---------- | ------------------ | ---------- | ---------------------------- | ------------------ |
| 1er        | Christophe Laporte | France     | Cofidis                      | en 4 h 53 min 55 s |
| 2e         | Justin Jules       | France     | WB-Veranclassic-Aqua Protect | + 20 s             |
| 3e         | Fabian Lienhard    | Suisse     | Vorarlberg                   | + 20 s             |
| 4e         | Romain Combaud     | France     | Delko-Marseille Provence-KTM | + 20 s             |
| 5e         | Thomas Boudat      | France     | Direct Énergie               | + 20 s             |
| 6e         | Jérémy Leveau      | France     | Roubaix Lille Métropole      | + 20 s             |
| 7e         | Daniel Hoelgaard   | Norvège    | FDJ                          | + 20 s             |
| 8e         | Kevin Le Cunff     | France     | HP BTP-Auber 93              | + 20 s             |
| 9e         | Romain Hardy       | France     | Fortuneo-Oscaro              | + 20 s             |
| 10e        | Jonathan Lastra    | Espagne    | Caja Rural-Seguros RGA       | + 20 s             |
| modifier   |                    |            |                              |                    |